# Choi Ye-bin
Choi Ye-bin (hangul= 최애빈) es una actriz surcoreana.

## Biografía
Estudia actuación e historia de arte en la Universidad Nacional de Artes de Corea (한국예술종합학교)

## Carrera
Es miembro de la agencia "J-Wide Company" (제이와이드컴퍼니).
En octubre de 2020 se unió al elenco recurrente de la popular serie Penthouse: War In Life donde dio vida a Ha Eun-byul, la egoísta y desequilibrada hija de Cheon Seo-jin (Kim So-yeon) y Ha Yoon-cheol (Yoon Jong-hoon), una joven que está dispuesta a hacer lo que sea por obtener lo que quiere, hasta el final de la serie el 10 de septiembre de 2021.
A finales de noviembre de 2021 se anunció que se había unido al elenco de la serie web Love & Wish donde interpretó a Son Da-eun.
En abril de 2022 se unirá al elenco principal de la serie It's Beautiful Now donde dará vida a Na Yoo-na.

## Filmografía

### Series de televisión
| Año     | Título                   | Personaje    | Ref.         |
| ------- | ------------------------ | ------------ | ------------ |
| 2020-21 | Penthouse: War In Life   | Ha Eun-byul  |              |
| 2021    | Penthouse: War In Life 2 | Ha Eun-byul  |              |
| 2021    | Penthouse: War In Life 3 | Ha Eun-byul  |              |
| 2022    | It's Beautiful Now       | Na Yoo-na    |              |
| 2024    | Perfect Family           | Lee Soo-yeon | [ 9 ] [ 10 ] |

### Series web
| Año  | Título      | Personaje  | Notas       |
| ---- | ----------- | ---------- | ----------- |
| 2021 | Love & Wish | Son Da-eun | 9 episodios |

### Películas
| Año  | Título                     | Personaje | Notas |
| ---- | -------------------------- | --------- | ----- |
| 2019 | 거래완료                   | -         |       |
| 2019 | 목소리                     | -         |       |
| 2019 | 무협은 관뒀어              | -         |       |
| 2019 | 이번 정류장은 이수역입니다 | -         |       |
| 2019 | 낯선 여름                  | -         |       |

### Programas de variedades
| Año  | Título                                                         | Notas                                        |
| ---- | -------------------------------------------------------------- | -------------------------------------------- |
| 2021 | Knowing Bros (Ask Us Anything)                                 | invitada - junto a Kim Hyun-soo y Jin Ji-hee |
| 2021 | We Don't Bite: Villains in the Countryside (We Won’t Hurt You) | (ep. #4-5) - invitada                        |
| 2021 | Delicious Rendezvous                                           | (ep. #79-90) - miembro                       |
| 2021 | We Won’t Hurt You                                              | invitada                                     |
| 2021 | Tiki taCAR                                                     | invitada - junto a Jo Soo-min y Kim Hyun-soo |

### Programas de radio
| Año  | Título      | Notas                         |
| ---- | ----------- | ----------------------------- |
| 2021 | Cultwo Show | invitada - junto a Jin Ji-hee |

### Teatro
| Año  | Título       | Personaje          | Notas |
| ---- | ------------ | ------------------ | ----- |
| 2019 | 올모스트메인 | Ginette / Marvalyn |       |

### Anuncios
| Año  | Título        | Notas |
| ---- | ------------- | ----- |
| 2018 | 리얼치즈 라면 |       |
| 2018 | 신한은행      |       |

### Revistas / sesiones fotográficas
| Año  | Título           | Notas  |
| ---- | ---------------- | ------ |
| 2021 | Arena Homme Plus | [ 19 ] |

## Premios y nominaciones
| Año  | Categoría        | Premio               | Trabajo                        | Resultado |
| ---- | ---------------- | -------------------- | ------------------------------ | --------- |
| 2021 | Best New Actress | 2021 SBS Drama Award | Penthouse: War In Life S2 & S3 | Ganó      |